# Hadrumetum (stolica tytularna)
Hadrumetum (łac. Dioecesis Hadrumetinus) – stolica historycznej diecezji w Cesarstwie Rzymskim, w prowincji Byzacena. Obecnie katolickie biskupstwo tytularne w Tunezji. 

## Biskupi
| L.p. | Biskup                                  | Funkcja                                         | Od               | Do                   | Uwagi                              |
| ---- | --------------------------------------- | ----------------------------------------------- | ---------------- | -------------------- | ---------------------------------- |
| 1.   | Raphael Figueredo                       | wikariusz apostolski koadiutor Malabaru (Indie) | 3 marca 1677     | 12 października 1695 | zmarł                              |
| 2.   | Salvator-Alexandre-Félix-Carmel Brincat | biskup pomocniczy Algieru (Algieria)            | 28 czerwca 1889  | 2 kwietnia 1919      | zmarł                              |
| 3.   | Giacinto Gaggia                         | biskup pomocniczy Brescii (Włochy)              | 29 kwietnia 1909 | 28 października 1913 | mianowany biskupem Brescii         |
| 4.   | Jean-Marie Bourchany                    | biskup pomocniczy Lyonu (Francja)               | 13 stycznia 1914 | 27 listopada 1934    | zmarł                              |
| 5.   | Carlo Re IMC                            | wikariusz apostolski Nyeri (Kenia)              | 13 grudnia 1931  | 29 grudnia 1951      | mianowany biskupem Tempio-Ampurias |
| 6.   | Jorge Manrique Hurtado                  | biskup pomocniczy La Paz (Boliwia)              | 23 lutego 1952   | 28 lipca 1956        | mianowany biskupem Oruro           |
| 7.   | Celestin Bezmalinović OP                | biskup pomocniczy Hvaru (Chorwacja)             | 7 sierpnia 1956  | 6 czerwca 1970       | mianowany biskupem Hvaru           |
| 8.   | Mijo Škvorc SJ                          | biskup pomocniczy Zagrzebia (Chorwacja)         | 16 lutego 1970   | 15 lutego 1989       | zmarł                              |
| 9.   | Marian Błażej Kruszyłowicz OFMConv.     | biskup pomocniczy szczecińsko-kamieński         | 9 grudnia 1989   |                      |                                    |